# Concepción Huista
Concepción Huista (Concepción: en honor a la Virgen de la Concepción) es un municipio del departamento de Huehuetenango de la región nor-occidental de la República de Guatemala.  El 27 de octubre de 2015 perdió parte de su territorio cuando el Congreso de la República de Guatemala autorizó la creación del municipio de Petatán, el cual era una aldea de Concepción Huista; Petatán ya había municipio por casi cien años, pero fue anexado a Concepción Huista por el gobierno del general Jorge Ubico en la década de 1930.

## Demografía
El municipio tiene una población aproximada de 21 208 para el año 2022 según proyecciones basadas en el censo de población del año 2018 con una densidad de 156 personas por kilómetro cuadrado. Existen varias etnias indígenas en el municipio que equivalen al 94 % de la población total del municipio. Las más predominante es el jakalteko con un el 63% del total de población indígena, la Mam y Akateka con el 18% cada uno. El 6% es población ladina.

## Geografía física
El municipio de Concepción Huista tiene una extensión territorial de 136 km².

### Clima
Concepción Huista tiene clima templado (Köppen: Cfb).
| Parámetros climáticos promedio de Concepción Huista | Parámetros climáticos promedio de Concepción Huista | Parámetros climáticos promedio de Concepción Huista | Parámetros climáticos promedio de Concepción Huista | Parámetros climáticos promedio de Concepción Huista | Parámetros climáticos promedio de Concepción Huista | Parámetros climáticos promedio de Concepción Huista | Parámetros climáticos promedio de Concepción Huista | Parámetros climáticos promedio de Concepción Huista | Parámetros climáticos promedio de Concepción Huista | Parámetros climáticos promedio de Concepción Huista | Parámetros climáticos promedio de Concepción Huista | Parámetros climáticos promedio de Concepción Huista | Parámetros climáticos promedio de Concepción Huista |
| Mes                                                 | Ene.                                                | Feb.                                                | Mar.                                                | Abr.                                                | May.                                                | Jun.                                                | Jul.                                                | Ago.                                                | Sep.                                                | Oct.                                                | Nov.                                                | Dic.                                                | Anual                                               |
| --------------------------------------------------- | --------------------------------------------------- | --------------------------------------------------- | --------------------------------------------------- | --------------------------------------------------- | --------------------------------------------------- | --------------------------------------------------- | --------------------------------------------------- | --------------------------------------------------- | --------------------------------------------------- | --------------------------------------------------- | --------------------------------------------------- | --------------------------------------------------- | --------------------------------------------------- |
| Temp. máx. media (°C)                               | 21.3                                                | 21.8                                                | 23.8                                                | 24.0                                                | 22.8                                                | 21.8                                                | 21.2                                                | 21.7                                                | 21.4                                                | 20.6                                                | 21.3                                                | 21.5                                                | 21.9                                                |
| Temp. media (°C)                                    | 14.3                                                | 14.4                                                | 16.2                                                | 16.7                                                | 16.5                                                | 16.4                                                | 15.8                                                | 15.7                                                | 15.9                                                | 15.2                                                | 15.0                                                | 15.0                                                | 15.6                                                |
| Temp. mín. media (°C)                               | 7.4                                                 | 7.1                                                 | 8.7                                                 | 9.5                                                 | 10.2                                                | 11.0                                                | 10.4                                                | 9.8                                                 | 10.4                                                | 9.8                                                 | 8.8                                                 | 8.5                                                 | 9.3                                                 |
| Precipitación total (mm)                            | 25                                                  | 19                                                  | 31                                                  | 69                                                  | 109                                                 | 254                                                 | 159                                                 | 156                                                 | 204                                                 | 168                                                 | 63                                                  | 26                                                  | 1283                                                |
| Fuente: Climate-Data.org                            |                                                     |                                                     |                                                     |                                                     |                                                     |                                                     |                                                     |                                                     |                                                     |                                                     |                                                     |                                                     |                                                     |

### Ubicación geográfica
Concepción Huista está completamento rodeado de municipios del departamento de Huehuetenango:
|                | Norte: San Miguel Acatán y Jacaltenango       |                      |
| Oeste: Petatán |                                               | Este: San Juan Ixcoy |
|                | Sur: Todos Santos Cuchumatán y Unión Cantinil |                      |

## Gobierno municipal
Los municipios se encuentran regulados en diversas leyes de la República, que establecen su forma de organización, lo relativo a la conformación de sus órganos administrativos, tributos destinados para los mismos; esta legislación se encuentra dispersa en diversos niveles.  Ahora bien, que exista legislación específica para los municipios no significa que a estos no les sean aplicables las normas contenidas en otros cuerpos normativos, pues aunque se trata de entidades autónomas, las mismas se encuentran sujetas, al igual que todas las entidades de tal naturaleza, a la legislación nacional.
Específicamente, las principales leyes que rigen a los municipios en Guatemala desde 1985 son:
| N.º | Ley                                                | Descripción |
| --- | -------------------------------------------------- | --- |
| 1   | Constitución Política de la República de Guatemala | Le son aplicables diversos artículos generales de la misma, y además tiene una regulación legal específica en los artículos 253 al 262, que constituyen su base constitucional.                                                                                            |
| 2   | Ley Electoral y de Partidos Políticos              | Ley de carácter constitucional creada por la Asamblea Nacional Constituyente que aplicable a los municipios en diversos aspectos pero fundamentalmente en el tema de la conformación de sus autoridades electas, puesto que regula la manera en que se eligen y conforman. |
| 3   | Código Municipal                                   | Decreto 12-2002 del Congreso de la República de Guatemala. Tiene la categoría de ley ordinaria y contiene preceptos generales aplicables a todos los municipios, e inclusive contiene legislación referente a la creación de los municipios.                               |
| 4   | Ley de Servicio Municipal                          | Decreto 1-87 del Congreso de la República de Guatemala. Regula las relaciones entra la municipalidad y los servidores públicos en materia laboral. Tiene su base constitucional en el artículo 262 de la constitución que ordena la emisión de la misma.                   |
| 5   | Ley General de Descentralización                   | Decreto 14-2002 del Congreso de la República de Guatemala. Regula el deber constitucional del Estado, y por ende del municipio, de promover y aplicar la descentralización y desconcentración económica y administrativa.                                                  |

El gobierno de los municipios de Guatemala está a cargo de un Concejo Municipal, de conformidad con el artículo 254 de la Constitución Política de la República de Guatemala, que establece que «el gobierno municipal será ejercido por un concejo municipal». A su vez, el código municipal —que tiene carácter de ley ordinaria y contiene disposiciones que se aplican a todos los municipios de Guatemala— establece en su artículo 9 que «el concejo municipal es el órgano colegiado superior de deliberación y de decisión de los asuntos municipales […] y tiene su sede en la circunscripción de la cabecera municipal». Por último, el artículo 33 del mencionado código establece que «[le] corresponde con exclusividad al concejo municipal el ejercicio del gobierno del municipio».
El concejo municipal se integra de conformidad con lo que establece la Constitución en su artículo 254, es decir «se integra con el alcalde, los síndicos y concejales, electos directamente por sufragio universal y secreto para un período de cuatro años, pudiendo ser reelectos». Al respecto, el código municipal en el artículo 9 establece «que se integra por el alcalde, los síndicos y los concejales, todos electos directa y popularmente en cada municipio de conformidad con la ley de la materia».

## Historia
Los primeros pobladores que llegaron a la región que actualmente ocupa Concepción Huista fueron procedentes del área de Jacaltenango y llegaron aproximadamente en el año 1600. El poblado pasó a formar parte del corregimiento de Totonicapán y fue integrado al municipio de Jacaltenango. Después de muchos años, en 1672 los pobladores se rebelaron contra los jefes de Jacaltenango a negarse a dar su contribución para la construcción de la iglesia, debido a eso, los pobladores exigieron que Concepción Huista se separara de Jacaltenango y fue cumplido en el año 1672 el cual fue su fecha de fundación.
Cuando el arzobispo Pedro Cortés y Larraz visitó Guatemala en los años 1768 a 1770 menciona que el municipio de Concepción Huista formaba parte de la parroquia de Nuestra Señora de la Purificación de Jacaltenango. En el Ayuntamiento de Concepción existe un documento realizado el 29 de septiembre de 1821, poco después de la Independencia de Guatemala, que menciona lo siguiente: «En la misma conformidad que en Jacaltenango uniéndose con éste a la ciudad de Guatemala, si ésta adoptase el mismo sistema, y de lo contrario, unirse con la Ciudad Real a México.»

### Tras la Independencia de Centroamérica
En 1825, la constitución del Estado de Guatemala dividió al territorio del Estado en siete departamentos, siendo uno de ellos Totonicapán-Huehuetenango; esa misma constitución dividió al territorio en diez distritos para la impartición de justicia, siendo uno de ellos el distrito N.º9 (Totonicapán), el cual a su vez tenía varios circuitos, entre ellos el de Jacaltenango, al que estaba adscrito Concepción Huista.  Otros centros poblados del distrito eran Santa Ana Huista, San Marcos, San Antonio Huista, San Andrés, Concepción Huista, Nentón, Petatán, San Miguel Acatán, San Juan Ixcoy, San Sebastián Coatán, Santa Eulalia, San Mateo Ixtatán, Ixcacao, Sajnabac, Paduano, Cajtavi, Lo de Alvarado y Montenegro.
Concepción Huista fue integrado al municipio de Jacaltenango en el año 1836.

### El efímero Estado de Los Altos

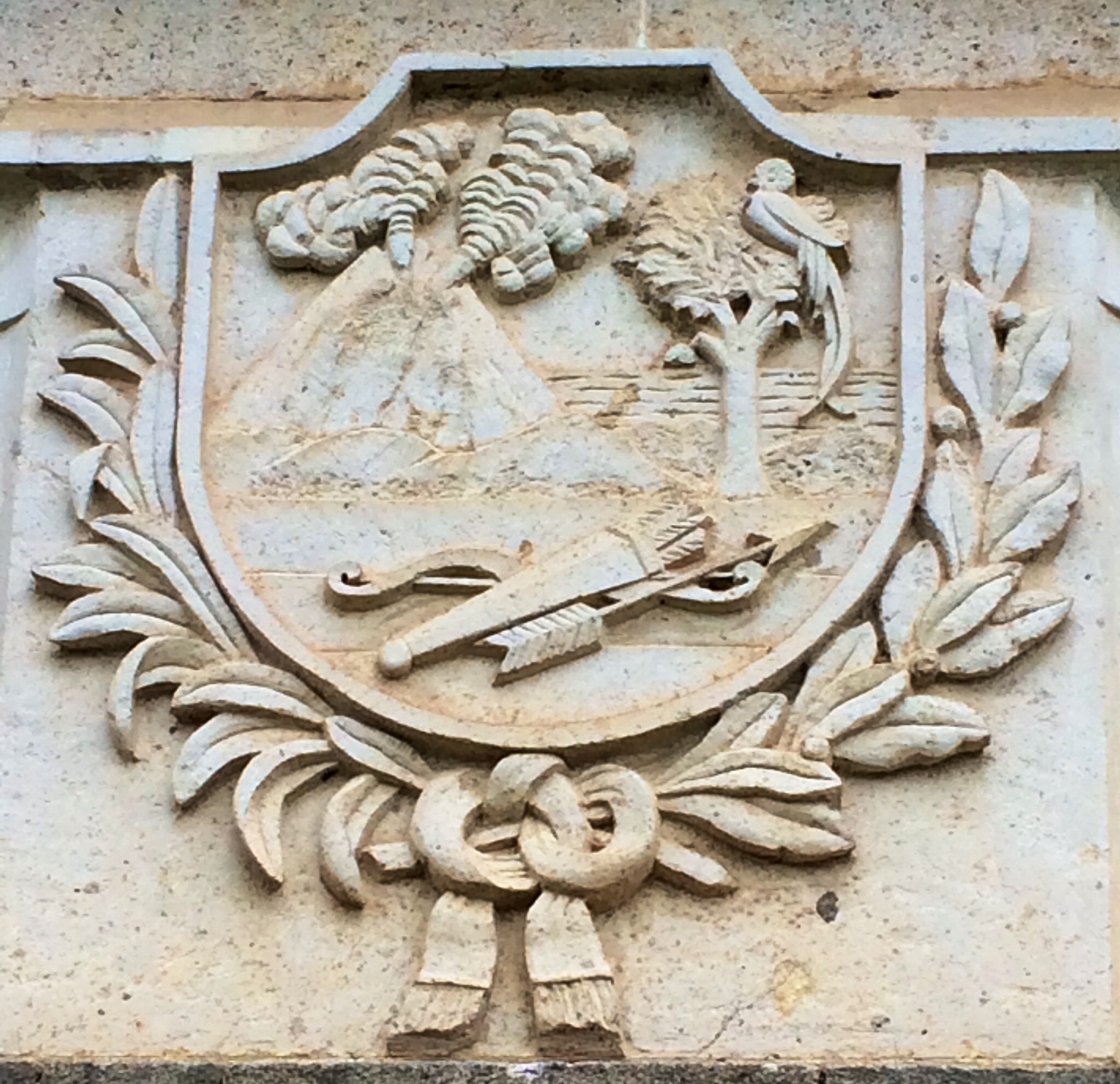
Escudo del Estado de los Altos

A partir dl 3 de abril de 1838, Concepción Huista fue parte de la región que formó el efímero Estado de Los Altos, el cual fue autorizado por el Congreso de la República Federal de Centro América el 25 de diciembre de ese año forzando a que el Estado de Guatemala se reorganizara en siete departamentos y dos distritos independientes el 12 de septiembre de 1839:
- Departamentos: Chimaltenango, Chiquimula, Escuintla, Guatemala, Mita, Sacatepéquez, y Verapaz
- Distritos: Izabal y Petén[12]

El 25 de enero de 1840 tras meses de tensión se produjo la guerra entre ambos estados, y el general Rafael Carrera venció a las fuerzas del general Agustín Guzmán e incluso apresó a éste mientras que el general Doroteo Monterrosa venció a las fuerzas altenses del coronel Antonio Corzo el 28 de enero.  El gobierno quetzalteco colapsó entonces, pues aparte de las derrotas militares, los poblados indígenas abrazaron la causa conservadora de inmediato; al entrar a Quetzaltenango al frente de dos mil hombres, Carrera fue recibido por una gran multitud que lo saludaba como su «libertador».
Carrera impuso un régimen duro y hostil para los liberales altenses, pero bondadoso para los indígenas de la región —derogando el impuesto personal que les habían impuesto las autoridades altenses— y para los eclesiásticos restituyendo los privilegios de la religión católica. El 26 de febrero de 1840 el gobierno de Guatemala colocó a Los Altos bajo su autoridad y el 13 de agosto de nombró al corregidor de la región, el cual servía también como comandante general del ejército y superintendente.

### Tras la Reforma Liberal
Durante la Revolución Liberal de 1871 en Guatemala, Justo Rufino Barrios favoreció en los cultivos del municipio de Concepción Huista al igual que otros municipios de Huehuetenango. Ayudó en el desarrollo de los cultivos cafeteros de sus correligionarios que tenían posesiones en el área. Gracias a ese aporte, en el año 1877 los impuestos que tenía que pagar el municipio fueron eliminados gracias a las grandes producciones de café que el municipio cosechó.
El municipio de Santiago Petatán se suprimió por acuerdo gubernativo del 11 de diciembre de 1935 del gobierno del general Jorge Ubico y quedó anexado como aldea a Concepción Huista.

### Separación de Petatán
La población de Santiago Petatán Huehuetenango solicitó al Congreso de la República de Guatemala que le devolviera la categoría de municipio, perdida cuando fue anexada a Concepción Huista durante el gobierno del general Jorge Ubico.  Roderico Martínez, diputado por Huehuetenango, fue el encargado de elaborar la iniciativa de ley para presentarla al pleno del Congreso pues Santiago Petatán reunía todas las condiciones necesarias para que se les restablezca su categoría de municipio.
La creación del municipio de Petapán fue hecha oficial el 27 de octubre de 2015 por el Congreso de Guatemala.